# Dibrugarh (distrikt)
Dibrugarh (engelska: Dibrugarh district, franska: District de Dibrugarh, assamesiska: ডিব্ৰুগড় জিলা) är ett distrikt i Indien.   Det ligger i delstaten Assam, i den östra delen av landet, 1 700 km öster om huvudstaden New Delhi. Antalet invånare är 1 326 335. Arean är 3 381 kvadratkilometer. Dibrugarh gränsar till Dhemaji och Sibsagar.
Terrängen i Dibrugarh är varierad.
Följande samhällen finns i Dibrugarh:
- Dibrugarh
- Duliāgaon
- Nāmrup
- Nahorkatiya
- Chābua
- Morānha